# تشارلز سيمون
تشارلز سيمون هو لاعب كرة مضرب سويسري، ولد في 1880 في فرنسا، وتوفي في 14 أبريل 1957 في باريس في فرنسا.

## وصلات خارجية
- تشارلز سيمون على موقع رابطة محترفي التنس (الإنجليزية)
- تشارلز سيمون على موقع الاتحاد الدولي لكرة المضرب (الإنجليزية)
- تشارلز سيمون على موقع اللجنة الأولمبية الدولية (الإنجليزية)
- تشارلز سيمون على موقع أوليمبيديا (الإنجليزية)